# Epanusia
Epanusia is een geslacht van vliesvleugeligen uit de familie Encyrtidae. De wetenschappelijke naam van dit geslacht is voor het eerst geldig gepubliceerd in 1913 door Girault.

## Soorten
Het geslacht Epanusia omvat de volgende soorten:
- Epanusia albiclava Girault, 1916
- Epanusia beenleighi Girault, 1923
- Epanusia bifasciata Girault, 1913
- Epanusia xerophila (Brues, 1906)